# Sic semper tyrannis

ختم ولاية فيرجينيا

Sic semper tyrannis : (بالأنجليزية "thus always to tyrants") وهي عبارة لاتينية تعني ("وهكذا دائما إلى الطغاة") وأحيانا تترجم بشكل غير صحيح ب "الموت للطغاة" وهي عبارة قالها بروتس في اغتيال يوليوس قيصر، ولكن تبعا فلوطرخس لم يكن لدي بروتس فرصة لقول أي شيء. وإذا فعل فلم يسمع أحد ما قال.
تم أستخدام العبارة تاريخيا في أوروبا وأجزاء أخرى من العالم باعتبارها صفة أو صرخة للحشد ضد إساءة استخدام السلطة.تعتبر العبارة الشعار الرسمي لولاية فيرجينيا، ومدينة ألينتاون في بنسيلفانيا في الولايات المتحدة الأمريكية. وهي أيضا العبارة التي قالها جون ويلكس بوث أثناء أغتياله لأبراهام لينكون.

## الشعار
أقتراح جورج مايسون وضع هذه العبارة علي ختم ولاية فيرجينيا خلال اجتماعات فيرجينيا في 1776.وتظهر علي ختم ولاية فيرجينيا الفضيلة وهي تمسك بيدها رمح، وقدمها علي جسد الطاغية الممد علي الأرض بجواره تاجه. تم تخطيط الختم من قبل جورج مايسون.

## معرض صور

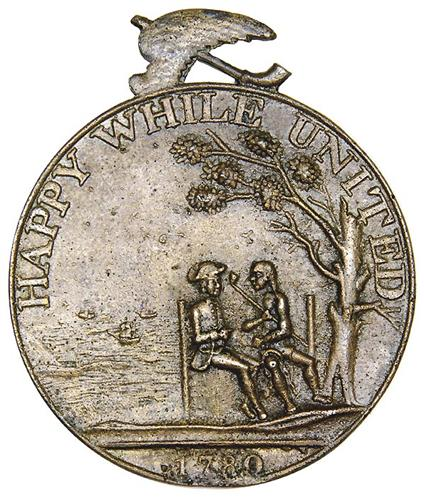